# Tlalchapa
Tlalchapa é uma cidade do estado de Guerrero, no México.